# Carl Victor Jessen
Carl Victor Jessen (* 23. April 1864 in Nebel (Amrum); † 8. August 1936 ebenda) war ein deutscher Windjammer-Kapitän der legendären Hamburger Flying P-Liner Reederei F. Laeisz (FL) und Kap Hoornier.

## Herkunft
Carl Victor Jessen wurde am 23. April 1864 in Nebel auf Amrum als Sohn des von Hooge stammenden  Seefahrers Thomas Jessen (1838–1909) geboren. Er begann nach dem Schulbesuch und der Konfirmation, wie eine Vielzahl der Insel-Jungen, den Seemannsberuf, beginnend als Schiffsjunge, zu ergreifen.

## Maritime Laufbahn
Der Amrumer Seefahrer und Kapitän Friedrich Stuck (1841–1919) der Reederei Amsinck führte ihn in die Seefahrt ein. Später fuhr Jessen auf Bremer Schiffen und besuchte 1884 die Navigationsschule in Elsfleth für das Steuermanns-Examen. Er bewarb sich bei der Hamburger Reederei F. Laeisz wurde angenommen und blieb ihr während seiner gesamten seemännischen Laufbahn verbunden. Nach der vorgeschriebenen dreijährigen Fahrzeit erwarb er auf der Navigationsschule in Altona und nach bestandenem Examen das Kapitäns-Patent für Große Fahrt und sein erstes Schiff.
Als Kapitän:
- 1895–1896 Bark Pirat (RGNV), 1896 mit dem Amrumer Schiffsjungen und späteren Kapitän Wilhelm Tönissen, 1911 gesunken.
- 1897–1903 Vollschiff Palmyra (RHQF), 1908 gesunken.
- 1903–1907 Viermast-Bark Pitlochry (RKCM), 1913 gesunken.

Eine dramatische Reise erlebte der Amrumer Kapitän im Herbst des Jahres 1905, als eine monatelange Unwetterlage die Kap Hoorn-Region beherrschte und vielen Tiefwasserseglern zum Verhängnis wurde. Das Vollschiff Susanna (RJMH) der Hamburger Reederei G. J. H. Siemers & Co unter dem Föhrer Kapitän Christian Simon Jürgens benötigte allein für die Umrundung des Kap Hoornes vom 50. Grad im Atlantik bis zum 50. Grad im Pazifik 99 Tage. Der einzige Laeisz-Segler war die Pitlochry, die in diesem Winter extremen Schaden nahm und in schwerem Orkan eine Teilentmastung erlitt. Nur der letzte Mast, der Besan, blieb stehen und unter Aufbietung aller Kräfte gelang es, an den übrigen Mastresten ein Notrigg aufzubringen. Carl Victor Jessen war ein erfahrener Kapitän und es gelang in Richtung Montevideo zu segeln.
Nach monatelangem Verzug und nach erfolgter Reparatur konnte die Reise zur Westküste nach Talcahuano fortgesetzt werden. Und erst im Frühjahr 1907 kam die Pitlochry mit einer Salpeterladung nach Hamburg zurück. Vermutlich unter dem Eindruck dieser Reise nahm Carl Victor Jessen von der Seefahrt Abschied und kehrte auf seine Heimat-Insel Amrum zurück.

## An Land
Er kehrte zurück nach Nebel auf seine Insel Amrum zu seiner Ehefrau, Kindern und Familie, wo er dann mit seinen Kapitänskollegen Wilhelm Tönissen (Kapitän der Viermastbark Kurt) und Willem Peters (Kapitän der Viermastbark Olympia u. a.) eine Kohlenhandlung betrieb, die noch an die folgenden Generationen übergeben werden konnte. Lange Jahre übte er noch das Amt als Strandvogt aus.
Im Alter von 72 Jahren verstarb er 1936. Seine Grabstelle ist noch heute auf dem Alten Friedhof Nebel, neben vielen anderen Amrumer Seefahrern, zu sehen.